# Bùi Duy Thường
Bùi Duy Thường (sinh ngày 5 tháng 4 năm 1996) là một cầu thủ bóng đá người Việt Nam thi đấu ở vị trí tiền vệ cho câu lạc bộ Becamex Bình Dương tại V.League 1.

## Danh hiệu

### Câu lạc bộ
FC Viettel
- V.League 2

 Á quân : 2016

### Đội tuyển quốc gia
U-21 Việt Nam
- U-21 Quốc tế Cúp Báo Thanh Niên

 Á quân: 2017